# Chlorurus troschelii
 Chlorurus troschelii és una espècie de peix de la família dels escàrids i de l'ordre dels perciformes.

## Morfologia
Els mascles poden assolir els 34,6 cm de longitud total.

## Distribució geogràfica
Es troba a Indonèsia i Tailàndia.